# Ra’nam
Ra’nam (kor. 라남구역, Ra'nam-guyŏk) – jedna z 7 dzielnic Ch’ŏngjin, trzeciego pod względem liczby mieszkańców miasta Korei Północnej. Znajduje się w południowo-zachodniej części miasta. W 2008 roku liczyła 112 343 mieszkańców. Składa się z 19 osiedli (kor. dong) i 2 wsi (kor. ri).

## Historia
Pierwotnie tereny dzielnicy stanowiły część powiatu Kyŏngsŏng (prowincja Hamgyŏng Północny). W 1914 roku w jego ramach powstała miejscowość (kor. myŏn) Ranam. W 1931 roku został awansowany do rangi miasteczka (kor. ŭp). W marcu 1940 roku miasteczko znalazło się w granicach administracyjnych miasta Ch’ŏngjin, a natychmiast po zakończeniu okupacji japońskiej stało się osobnym miastem (kor. si). W październiku 1960 roku utraciło ten status, stając się ponownie dzielnicą Ch’ŏngjin.

## Podział administracyjny dzielnicy
W skład dzielnicy wchodzą następujące jednostki administracyjne:
| Nazwa jednostki administracyjnej | Rodzaj jednostki administracyjnej | Chosŏn'gŭl | Hancha   |
| -------------------------------- | --------------------------------- | ---------- | -------- |
| Rahŭng-1-dong                    | osiedle                           | 라흥1동    | 羅興1洞  |
| Rahŭng-2-dong                    | osiedle                           | 라흥2동    | 羅興2洞  |
| P'unggok-dong                    | osiedle                           | 풍곡동     | 豊谷洞   |
| Rigok-dong                       | osiedle                           | 리곡동     | 梨谷洞   |
| P'yŏnghwa-dong                   | osiedle                           | 평화동     | 平和洞   |
| Rasŏng-dong                      | osiedle                           | 라성동     | 羅城洞   |
| Sinhŭng-dong                     | osiedle                           | 신흥동     | 新興洞   |
| Hwahyang-dong                    | osiedle                           | 회향동     | 檜鄕洞   |
| Rabuk-1-dong                     | osiedle                           | 라북1동    | 羅北1洞  |
| Rabuk-2-dong                     | osiedle                           | 라북2동    | 羅北2洞  |
| Rag'wŏn-1-dong                   | osiedle                           | 락원1동    | 樂園1洞  |
| Rag'wŏn-2-dong                   | osiedle                           | 락원2동    | 樂園2洞  |
| Saegŏri-dong                     | osiedle                           | 새거리동   | 새거리洞 |
| Pongch'ŏn-1-dong                 | osiedle                           | 봉천1동    | 鳳泉1洞  |
| Pongch'ŏn-2-dong                 | osiedle                           | 봉천2동    | 鳳泉2洞  |
| Pongch'ŏn-3-dong                 | osiedle                           | 봉천3동    | 鳳泉3洞  |
| Ŭndŏk-dong                       | osiedle                           | 은덕동     | 恩德洞   |
| Puam-dong                        | osiedle                           | 부암동     | 富岩洞   |
| Ryongch'ŏn-dong                  | osiedle                           | 룡천동     | 龍川洞   |
| Ryong'am-ri                      | wieś                              | 룡암리     | 龍岩里   |
| Pong'am-ri                       | wieś                              | 봉암리     | 鳳岩里   |